# Sovrani di Brandeburgo

La Marca del Brandeburgo si formò l'11 giugno 1157, quando Alberto l'Orso si impossessò dei territori che gli erano stati assegnati nel 1134 sconfiggendo il principe slavo Jaxa von Köpenick.

## Margravi di Brandeburgo

### Ascanidi
| Ritratto                      | Nome (nascita–morte)                | Regno                   | Regno                   | Matrimoni                                             | Note |
| Ritratto                      | Nome (nascita–morte)                | Inizio                  | Fine                    | Matrimoni                                             | Note |
| ----------------------------- | ----------------------------------- | ----------------------- | ----------------------- | ----------------------------------------------------- | --- |
|                               | Alberto I l'Orso (1100ca–1170)      | 11 giugno 1157          | 18 novembre 1170        | Sofia di Winzenburg                                   | Duca di Sassonia dal 1138 al 1142 |
|                               | Ottone I (1128ca–1184)              | 18 novembre 1170        | 8 luglio 1184           | (1) Giuditta di Polonia (2) Adele d'Olanda            | Figlio di Alberto I |
|                               | Ottone II il Generoso (1147ca–1205) | 8 luglio 1184           | 4 luglio 1205           | –                                                     | Figlio di Ottone I e Giuditta |
|                               | Alberto II (1171ca–1220)            | 4 luglio 1205           | 25 febbraio 1220        | Matilde di Groitzsch                                  | Figlio di Ottone I e Adele |
|                               | Giovanni I (1213ca–1266)            | 25 febbraio 1220        | 4 aprile 1266           | (1) Sofia di Danimarca (2) Brigitta Jutta di Sassonia | Figlio di Alberto II; in co-reggenza con suo fratello |
| Ottone III il Pio (1215–1267) | 9 ottobre 1267                      | 25 febbraio 1220        | Beatrice di Boemia      | Figlio di Alberto II; in co-reggenza con suo fratello | |
|                               | Ottone IV (1238ca–1308/9)           | 4 aprile 1266           | 27 novembre 1308 o 1309 | (1) Heilwig di Holstein-Kiel (2) Jutta di Henneberg   | Figlio di Giovanni I; in co-reggenza con: Giovanni II, suo fratello (fino al 1281); Corrado, suo fratello (fino al 1304); Enrico Senzaterra, suo fratello (dal 1294); Giovanni III, suo cugino (fino al 1268); Ottone V l'Alto, suo cugino (fino al 1298); Alberto III, suo cugino (fino al 1300); Ottone VI il Basso, suo cugino (fino al 1286); Ermanno, figlio di Ottone V (dal 1298 al 1308); Valdemaro, figlio di Corrado (dal 1302) |
|                               | Valdemaro il Grande (1280ca–1319)   | 27 novembre 1308 o 1309 | 14 agosto 1319          | Agnese di Brandeburgo                                 | Figlio di Corrado e nipote di Giovanni I; in co-reggenza con: Enrico Senzaterra, suo zio (fino al 1318); Giovanni V l'Illustre, figlio di Ermanno (fino al 1317) |
|                               | Enrico il Giovane (1308ca–1320)     | 14 agosto 1319          | luglio 1320             | –                                                     | Figlio di Enrico Senzaterra |

### Wittelsbach
| Ritratto | Nome (nascita–morte)                     | Regno  | Regno           | Matrimoni                                                     | Note |
| Ritratto | Nome (nascita–morte)                     | Inizio | Fine            | Matrimoni                                                     | Note |
| -------- | ---------------------------------------- | ------ | --------------- | ------------------------------------------------------------- | --- |
|          | Ludovico I il Brandeburghese (1315–1361) | 1323   | 1351            | (1) Margherita di Danimarca (2) Margherita di Tirolo-Gorizia  | Nominato margravio di Brandeburgo da suo padre, l'imperatore Ludovico il Bavaro; duca di Baviera dal 1347 come Ludovico V; cede il Brandeburgo a suo fratello minore |
|          | Ludovico II il Romano (1328–1365)        | 1351   | 10 gennaio 1356 | (1) Cunegonda di Polonia (2) Ingeborg di Meclemburgo-Schwerin | Figlio dell'imperatore Ludovico il Bavaro; duca di Baviera dal 1347 al 1351 come Ludovico VI                                                                         |

## Elettori e Margravi di Brandeburgo
Nel 1356 il margravio Ludovico II ottiene i titoli di Principe elettore e Arci-ciambellano del Sacro Romano Impero dall'imperatore Carlo IV di Lussemburgo.

### Wittelsbach
| Ritratto | Nome (nascita–morte)              | Regno           | Regno            | Matrimoni                                                     | Note |
| Ritratto | Nome (nascita–morte)              | Inizio          | Fine             | Matrimoni                                                     | Note |
| -------- | --------------------------------- | --------------- | ---------------- | ------------------------------------------------------------- | --- |
|          | Ludovico II il Romano (1328–1365) | 10 gennaio 1356 | 17 maggio 1365   | (1) Cunegonda di Polonia (2) Ingeborg di Meclemburgo-Schwerin | |
|          | Ottone V (1346–1379)              | 17 maggio 1365  | 15 novembre 1373 | Caterina di Boemia                                            | Figlio dell'imperatore Ludovico il Bavaro; duca di Baviera dal 1347 al 1351; deposto dall'imperatore Carlo IV |

### Lussemburgo
| Ritratto | Nome (nascita–morte)   | Regno            | Regno            | Matrimoni                                                                | Note                                                                                         |
| Ritratto | Nome (nascita–morte)   | Inizio           | Fine             | Matrimoni                                                                | Note                                                                                         |
| -------- | ---------------------- | ---------------- | ---------------- | ------------------------------------------------------------------------ | -------------------------------------------------------------------------------------------- |
|          | Venceslao (1361–1419)  | 2 ottobre 1373   | 29 novembre 1378 | (1) Giovanna di Baviera nessun figlio (2) Sofia di Baviera nessun figlio | Figlio dell'imperatore Carlo IV; re di Boemia dal 1363; re di Germania dal 1376 al 1400      |
|          | Sigismondo (1368–1437) | 29 novembre 1378 | 1388             | (1) Maria d'Ungheria 1 figlio (2) Barbara di Cilli 1 figlia              | Figlio dell'imperatore Carlo IV; re d'Ungheria dal 1387                                      |
|          | Jobst (1351ca–1411)    | 1388             | 18 gennaio 1411  | (1) Elisabetta di Opole nessun figlio (2) Agnese di Opole nessun figlio  | Cugino di Venceslao e Sigismondo; margravio di Moravia dal 1375; re di Germania dal 1410     |
|          | Sigismondo (1368–1437) | 18 gennaio 1411  | 30 aprile 1415   | (1) Maria d'Ungheria 1 figlio (2) Barbara di Cilli 1 figlia              | Re d'Ungheria dal 1387; re di Germania dal 1411; imperatore del Sacro Romano Impero dal 1433 |

### Hohenzollern
| Ritratto | Nome (nascita–morte)                                | Regno             | Regno             | Matrimoni | Note |
| Ritratto | Nome (nascita–morte)                                | Inizio            | Fine              | Matrimoni | Note |
| -------- | --------------------------------------------------- | ----------------- | ----------------- | --- | --- |
|          | Federico I (1371–1440)                              | 30 aprile 1415    | 20 settembre 1440 | Elisabetta di Baviera-Landshut 4 figli e 6 figlie                                                                                     | Nominato margravio di Brandeburgo da Sigismondo di Lussemburgo                                                        |
|          | Federico II Dente di Ferro (1413–1471)              | 20 settembre 1440 | 1470              | Caterina di Sassonia 2 figli e 2 figlie                                                                                               | Figlio di Federico I; abdica in favore del fratello                                                                   |
|          | Alberto Achille (1414–1486)                         | 1470              | 11 marzo 1486     | (1) Margherita di Baden 2 figli e 4 figlie (2) Anna di Sassonia 5 figli e 8 figlie                                                    | Figlio di Federico I                                                                                                  |
|          | Giovanni Cicerone (1455–1499)                       | 11 marzo 1486     | 9 gennaio 1499    | Margherita di Sassonia 3 figli e 3 figlie                                                                                             | Figlio di Alberto e Margherita                                                                                        |
|          | Gioacchino I Nestore (1484–1535)                    | 9 gennaio 1499    | 11 luglio 1535    | Elisabetta di Danimarca 2 figli e 3 figlie                                                                                            | Figlio di Giovanni |
|          | Gioacchino II Ettore (1505–1571)                    | 11 luglio 1535    | 3 gennaio 1571    | (1) Maddalena di Sassonia 5 figli e 2 figlie (2) Edvige Iagellona 2 figli e 4 figlie                                                  | Figlio di Gioacchino I; si converte al luteranesimo                                                                   |
|          | Giovanni Giorgio (1525–1598)                        | 3 gennaio 1571    | 8 gennaio 1598    | (1) Sofia di Legnica 1 figlio (2) Sabina di Brandeburgo-Ansbach 3 figli e 8 figlie (3) Elisabetta di Anhalt-Zerbst 7 figli e 4 figlie | Figlio di Gioacchino II e Maddalena                                                                                   |
|          | Gioacchino Federico (1546–1608)                     | 8 gennaio 1598    | 18 luglio 1608    | (1) Caterina di Brandeburgo-Küstrin 7 figli e 4 figlie (2) Eleonora di Prussia 1 figlia                                               | Figlio di Giovanni Giorgio e Sofia                                                                                    |
|          | Giovanni Sigismondo (1572–1619)                     | 18 luglio 1608    | 23 dicembre 1619  | Anna di Prussia 4 figli e 4 figlie | Figlio di Gioacchino Federico e Caterina; duca di Prussia dal 1618; si converte al calvinismo                         |
|          | Giorgio Guglielmo (1595–1640)                       | 23 dicembre 1619  | 1º dicembre 1640  | Elisabetta Carlotta del Palatinato 1 figlio e 2 figlie                                                                                | Figlio di Giovanni Sigismondo; duca di Prussia                                                                        |
|          | Federico Guglielmo I il Grande Elettore (1620–1688) | 1º dicembre 1640  | 9 maggio 1688     | (1) Luisa Enrichetta d'Orange 5 figli e 1 figlia (2)Sofia Dorotea di Schleswig-Holstein 4 figli e 2 figlie                            | Figlio di Giorgio Guglielmo; duca di Prussia                                                                          |
|          | Federico III (1657–1713)                            | 9 maggio 1688     | 25 febbraio 1713  | (1) Sofia Carlotta di Hannover 2 figli (2) Sofia Luisa di Meclemburgo-Schwerin nessun figlio                                          | Figlio di Federico Guglielmo e Luisa Enrichetta; duca di Prussia fino al 1701; re in Prussia dal 1701 come Federico I |
|          | Federico Guglielmo II il Re Soldato (1688–1740)     | 25 febbraio 1713  | 31 maggio 1740    | Sofia Dorotea di Hannover 7 figli e 7 figlie                                                                                          | Figlio di Federico e Sofia Carlotta; re in Prussia come Federico Guglielmo I                                          |
|          | Federico IV il Grande (1712–1786)                   | 31 maggio 1740    | 17 agosto 1786    | Elisabetta Cristina di Brunswick-Bevern nessun figlio                                                                                 | Figlio di Federico Guglielmo II; re in Prussia come Federico II fino al 1772; re di Prussia come Federico II dal 1772 |
|          | Federico Guglielmo III (1744–1797)                  | 17 agosto 1786    | 16 novembre 1797  | Federica Luisa d'Assia-Darmstadt 4 figli e 3 figlie                                                                                   | Figlio di Augusto Guglielmo e nipote di Federico Guglielmo II; re di Prussia come Federico Guglielmo II               |
|          | Federico Guglielmo IV (1770–1840)                   | 16 novembre 1797  | 6 agosto 1806     | Luisa di Meclemburgo-Strelitz 5 figli e 5 figlie                                                                                      | Figlio di Federico Guglielmo III; re di Prussia come Federico Guglielmo III                                           |

Nel 1806 il Sacro Romano Impero viene abolito e con esso la dignità elettorale.